# Rockband Poppenkast

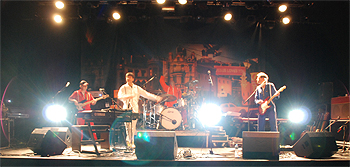
Rockband Poppenkast tijdens een speciaal concert in Tivoli de Helling, Utrecht

Rockband Poppenkast was een Nederlandse band die sinds 1993 voor kinderen in de basisschoolleeftijd speelde. Het genre dat zij brachten, noemden zij rockmuziek en besloeg niet alleen rockmuziek, maar ook blues, rap, surf, smartlap, pop en verwante soorten rockmuziek. De genre-aanduiding gaf vooral aan dat de band rauwer en minder gepolijst speelde dan andere bands en producties voor kinderen. Rockband Poppenkast was een van de eerste bands die uitsluitend voor kinderen zijn gaan spelen. Zij worden dan ook door Dirk Scheele als voorbeeld genoemd om zijn Liedjesband te beginnen.
Het repertoire werd zelf geschreven en gearrangeerd, waardoor uniek materiaal ontstond. Kenmerkend was dat de muziek volwassen (rock)muziek bleef en juist in de teksten en onderwerpen de songs naar de kinderen geschreven werden. De band speelde altijd zelf (live), een enkele keer met gastmuzikanten. Zij zijn in bescheiden mate succesvol geweest, getuige het feit dat steeds meer nationale theaters de band terugvroegen nadat ze er gespeeld hadden.

## Historie
Rockband Poppenkast ontstaat als Nils Buis, Jitte Roosendaal, Harry Grunbauer en Johan van de Zande in 1992 (toen spelend in een postpunkband) gevraagd worden om voor een verjaardagpartijtje voor kinderen wat muziek te spelen. Enkele punkbeukertjes worden van Nederlandstalige teksten voorzien en met veel succes voor en met de kinderen gespeeld. Dan wordt het idee geboren om dit verder uit te bouwen, hetgeen ook gebeurt. In 1993 voegt Rob Geerts zich bij de band om een vertrekkende bassist,Harry Grunbauer, tijdelijk te vervangen. Tijdelijk bleek een rekbaar begrip. De populariteit en professionaliteit van de band groeit en in 2000 kan de toenmalige drummer, Johan van de Zande, muziek en ander werk niet meer combineren. Hij wordt vervangen door Lucas Leenders. Ook in dat jaar stapt de percussionist Sander Reintjes uit de band, genoodzaakt een verhuizing naar het verre zuiden. Door zeer consequent te repeteren, muzikale vaardigheden te vergroten en een goed technisch team om zich heen te verzamelen (met o.a. Sebastiaan Meijer, geluid en tourmanagement en Robbert Groen, licht), groeit de band steeds verder. Ook de grotere theaters en festivals nodigen de band uit.
In seizoen 2007 - 2008 besluit de band te stoppen. Dat besluit wordt na een bezinning en in goed overleg met elkaar genomen. Het (b)leek een juist moment om te stoppen. Op 29 juni 2008 speelde de band haar laatste show, die voor die gelegenheid op dvd opgenomen werd. 
Rockband Poppenkast stopt na meer dan 430 concerten gespeeld te hebben.

## Uitgangspunt
Rockband Poppenkast wilde vooral met kinderen veel plezier maken en ze laten kennismaken met het fenomeen "bandje" of muziekgroep, zonder direct educatief te zijn. In de optredens was de interactie met het publiek belangrijk: hierdoor konden kinderen leren dat een liveconcert door hen als publiek te beïnvloeden is. Een concert wordt immers door de muzikanten SAMEN het publiek gemaakt - dat maakt het spannend en wezenlijk anders dan een concert te zien op tv, bijvoorbeeld.
Jaarlijks hoogtepunt was het doen van de Sinterklaas tournee: in korte tijd werden dan veel concerten gespeeld, vaak in het theater, soms ook op scholen of zelfs in het café(!), met natuurlijk het Sinterklaas repertoire als uitgangspunt. Hierin was de interactie met het publiek op zijn allerhoogst, omdat het repertoire natuurlijk door iedereen gekend wordt.

## Bezetting
De band bestond uit Nils Buis: zang en toetsen, Rob Geerts, basgitaar en zang, Lucas Leenders, drums en zang en Jitte Roosendaal, gitaar en zang. 
Na het uiteenvallen van de band trekt Nils Buis zich terug uit het actieve muziekleven. Lucas Leenders blijft actief in de Dutchpopband Hunker, Jitte Roosendaal verdiept zich in het zingen van o.a. renaissancemuziek in ensembleverband. 
Rob Geerts zet een volgende band op: Gras-de band, in eerste instantie (maar niet uitsluitend) gericht op kinderen. Hij doet dat samen met onder andere Sander van Herk van Het Goede Doel.

## Discografie
Rockband Poppenkast bracht een 6-tal cd's uit:
- Als het rijmt, dan is het waar (1996)
- M'n Hondje (1999)
- Sinterklaas (2001)
- Leukst (2003)
- Zwarte Piet (2005) met op deze laatste cd de radiohit "Sinterklaas houdt het meest van Rock en Roll". Dit nummer werd geproduceerd door Henk Temming
- Dooie Visch! (2007).

- Er is 1 in beperkte oplage gemaakte DVD uitgebracht: " Ik denk dat ik er nooit aan wen" en toont het slotconcert van de wereldtournee op 29 juni 2008.

## Live optredens
Rockband Poppenkast trad meer dan 40 keer per jaar op. De laatste 5 jaren speelde de band hoofdzakelijk in de theaters van Nederland en op festivals (Waterpop, Bevrijdingsfestivals, Haarlemmerhout etc.) ook werd er op scholen gespeeld en een enkele keer in een openluchttheater of voor (regionale) televisie.